# 帕勒姆FC
帕勒姆FC（英文：Parham Football Club）是一支安地卡及巴布達的足球隊，總部設在安地卡島帕勒姆，在安地卡及巴布達超級聯賽中角逐。

## 成就
- 安地卡及巴布達超級聯賽: 4[1]

2001-02, 2002-03, 2010-11, 2014-15
- 安地卡及巴布達足總盃: 1[2]

2011-12